# Motion Picture Sound Editors
Fundada em 1953, a Motion Picture Sound Editors (M.P.S.E.) é um grupo honorário de editores de som cinematográficos. A comunidade tem como objetivo expandir a importância da sonoplastia no audiovisual, aumentar o reconhecimento dos editores e engenheiros de som, explicitar o mérito artístico das trilhas sonoras e melhorar o relacionamento profissional dos seus membros. O atual presidente é Frank Morrone.